# Nepálská rupie

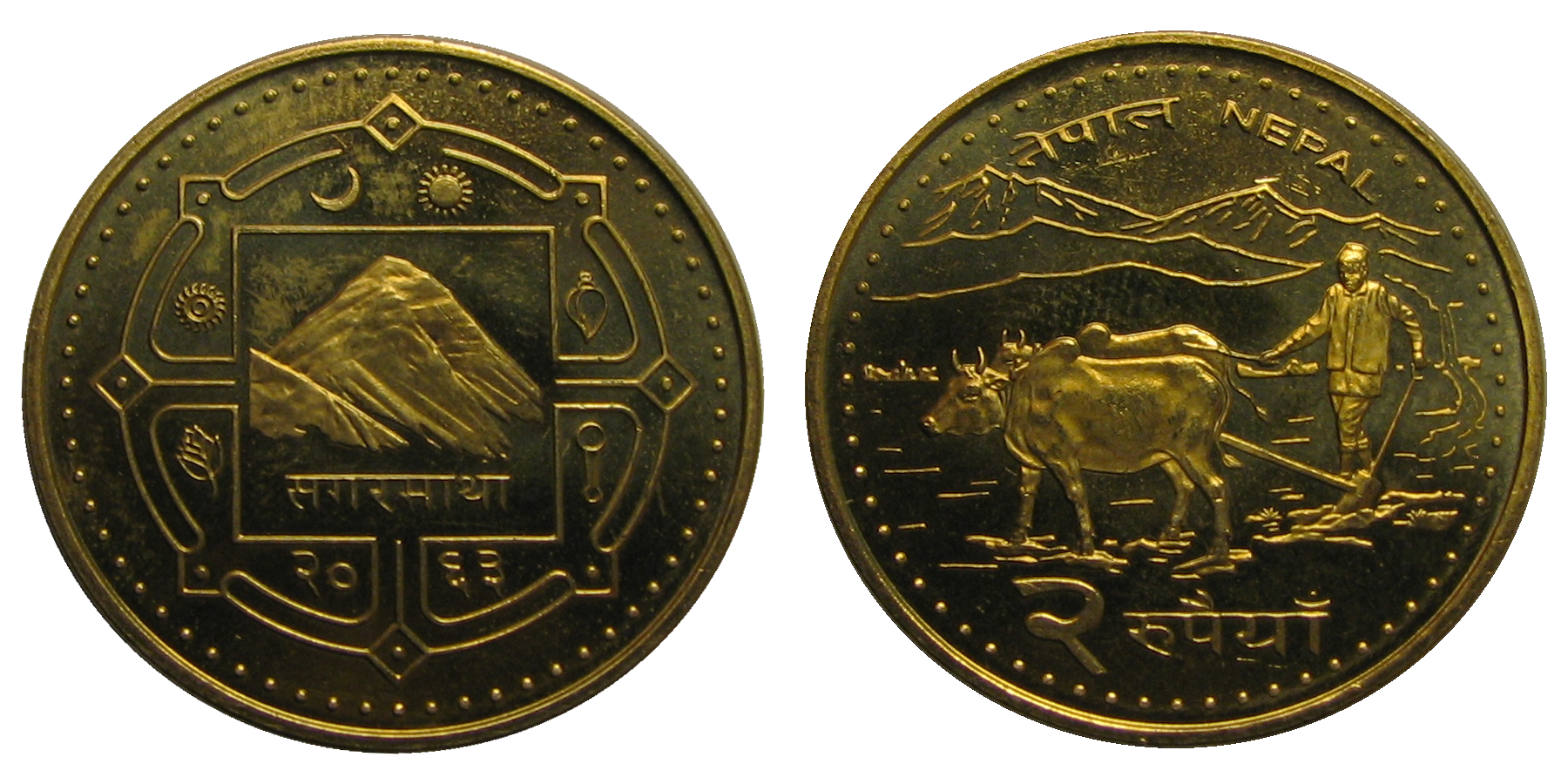
2 rupie - 2006

Nepálská rupie je oficiálním platidlem Nepálu. Současná nepálská rupie má ISO 4217 kód NPR a symbol Rs. nebo रू. Jedna rupie se dělí na 100 paisů. Měna je vydávána nepálskou centrální bankou – Nepal Rastra Bank. Kurz ke koruně 100 nepálských rupií = 21,33 Kč (10.9.2017).

## Historie
Rupie byla zavedena v roce 1932, která nahradila stříbrný nepálský mohar v poměru 2 mohary = 1 rupie. Zpočátku se rupii v nepálštině říkalo mohru.

## Mince
V roce 1932 byly vydány stříbrné mince v hodnotě 20 a 50 paisů a 1 rupie, následovanými mezi léty 1933 a 1935 1, 2 a 5 paisy z mědi. Ve čtyřicátých letech k nim přibyly měděné ¼ paisy a ½ paisy a 5 paisů ze slitiny niklu a mosazi. V roce 1953 proběhla ražba nových mincí.
- Ta byla následovná :
  - 1, 2 a 4 paisy – mosaz
  - 5 a 10 paisů – bronz
  - 20, 25 a 50 paisů – měď a nikl
  - 1 rupie – měď a nikl

V roce 1954 ukončila platnost mince 20 paisů.
V roce 1966 byly vyraženy hliníkové mince v hodnotě 1, 2 a 5 paisů a mosazná v hodnotě 10 paisů. Hliníkových 25 paisů bylo zařazeno do oběhu v roce 1982. následováno 50 paisy a 1 rupií z nerezové oceli v roce 1987 a 1988. V roce 1994 bylo dáno do oběhu menších 10 paisů a 25 paisů, dále hliníkových 50 paisů a 1, 2, 5 a 10 rupií z pochromované oceli.

## Bankovky
Dne 17. září 1945 vláda zavedla bankovky v hodnotě 5, 10 a 100 rupií se nepálským názvem mohru. V roce 1960 převzala tuto úlohu Nepal Rastra Bank. V roce 1969 byla přidána do oběhu 1 000 rupijová bankovka, následována 500 rupiemi v roce 1971 a 50 rupiemi v roce 1977 a 2 rupiemi v roce 1981 po ukončení platnosti 1 rupijové bankovky. Bankovka 20 rupií byla vydána v roce 1982. Bankovky 1 a 2 rupie již nejsou vydávány, ale jsou stále v oběhu.
Byly vydány také výroční bankovky v hodnotě 25 a 250 rupií, které připomínají stříbrné jubileum krále Bírendry z roku 1997.
Od roku 2007 jsou nepálské bankovky vydávány společností Perum Peruri, Národní veřejnou mincovnou v Indonésii.